# Pinguicula involuta
Pinguicula involuta är en tätörtsväxtart som beskrevs av Hipólito Ruiz López och Pav.. Pinguicula involuta ingår i släktet tätörter, och familjen tätörtsväxter. Inga underarter finns listade i Catalogue of Life.